# Rockstar Games Launcher
Rockstar Games Launcher è una piattaforma sviluppata da Rockstar Games che si occupa di distribuzione digitale, di gestione dei diritti digitali, di giochi. Viene usata per gestire e distribuire i titoli Rockstar. Tutte queste operazioni sono effettuate via Internet.